# Karlheinz Keppler
Karlheinz Gerhard Michael Keppler (* 24. März 1951 in Berlin) ist ein deutscher Arzt (Gefängnisarzt) und Autor.

## Leben und Ausbildung
Keppler wurde als zweites von sieben Kindern geboren. Nach dem Abitur am Gymnasium Ernestinum in Celle studierte er zunächst die Fächer Deutsche Sprach- und Literaturwissenschaft, Soziologie und Philosophie mit Schwerpunkt Linguistik und Kommunikation an der Philosophischen Fakultät der Universität zu Köln. 1980 schloss er das Studium mit dem Examen zum Magister Artium (M.A.) ab. Danach folgte das Studium des Faches Humanmedizin an der Medizinischen Fakultät der Universität zu Köln. Im Jahr 1986 erhielt er die Approbation als Arzt. Klinische Tätigkeiten in den Fächern Innere Medizin, Chirurgie, Frauenheilkunde und Geburtshilfe schlossen sich an.
Seit 1991 ist Keppler als Anstaltsarzt und beamteter Medizinaldirektor im Justizvollzug des Landes Niedersachsen in der Allgemeinmedizin, der Suchtmedizin und als Frauenarzt in allen Bereichen des Justizvollzug (Männervollzug, Frauenvollzug, Jugendvollzug) tätig. Seine Dissertation zum Doktor der Medizin schrieb er an der Medizinischen Fakultät der Universität Hamburg. Thema der Arbeit war AIDS- und Hepatitis-Viren: Infektionserfassung und Prävalenz bei inhaftierten Frauen.
Keppler ist verheiratet und hat zwei Kinder.

## Verdienste um die Medizin im Justizvollzug
Keppler gilt als renommiertester Gefängnisarzt Deutschlands. Neben wissenschaftlichen Veröffentlichungen mit den Schwerpunkten Sucht, Drogen, Infektionskrankheiten, Prophylaxe/Prävention und Gesundheitsförderung ist er Herausgeber des Standardwerkes "Gefängnismedizin". Er war der erste Arzt im Justizvollzug Niedersachsens, der mit Methadon substituierte. Außerdem wurde unter seiner Leitung das bundesweit erste Spritzenaustauschprogramm in seiner JVA installiert. Dabei werden sterile Spritzen an drogenkonsumierende Gefangene ausgegeben. Hintergrund war die Vermeidung von HIV- und Hepatitis-Infektionen über mehrfach benutzte Spritzen in Haft. Er ist Initiator der alle zwei Jahre stattfindenden "Gefängnismedizintage". Darüber hinaus gilt er auch international als anerkannter Experte, der bislang in Albanien, Rumänien, Moldawien und Chile referierte.

## Frauenknast
Nach zahlreichen wissenschaftlichen Veröffentlichungen versucht Keppler in seinem letzten Buch "FRAUENKNAST" den Alltag und die Besonderheiten des Frauenvollzuges darzustellen.